# Georg Rydeberg
Olof Georg Rydeberg (Göteborg, 21 luglio 1907 – Stoccolma, 22 febbraio 1983) è stato un attore svedese.

## Filmografia parziale
- Notti di primavera ((Valborgsmässoafton), regia di Gustaf Edgren (1935)
- Inquietudine (Dollar), regia di Gustaf Molander (1938)
- Senza volto (En kvinnas ansikte), regia di Gustaf Molander (1938)
- L'uomo che smarrì se stesso (Hem från Babylon), regia di Alf Sjöberg (1941)
- Herre med portfölj, regia di Ragnar Arvedson (1943)
- La sfida di Robin Hood (Harald Handfaste), regia di Hampe Faustman (1946)
- Nattens ljus, regia di Lars-Eric Kjellgren (1957)
- Angeli alla sbarra (Domaren), regia di Alf Sjöberg (1960)
- L'ora del lupo (Vargtimmen), regia di Ingmar Bergman (1968)